# 陈立武
陈立武（英語：Lip-Bu Tan，1959年11月12日—）是美國籍企業家及企業經理人。他自2025年3月18日起担任英特尔公司首席执行官。他还担任风险投资公司Walden International的董事长。

## 早期生活和教育
陈立武于1959年出生于原马来亚联合邦（现马来西亚）柔佛州麻坡市的一个马来西亚华人家庭，父親為馬來西亞《南洋商報》主筆陳慶年，母親周玉順則曾任南洋大学女生宿舍的舍監。陈立武在新加坡长大受教育，他于南洋大学毕业，获得物理学的理学学士学位，之後在美国麻省理工学院主修核工程，获得理学硕士学位，並继续在該校攻读核工程博士学位。然而，在1979年三哩岛核泄漏事故后，核工业的就业机会锐减，因此陈立武离开了麻省理工学院，前往加利福尼亚州的旧金山大学，获得了工商管理碩士学位。

## 职业生涯
在创立风险投资公司Walden International之前，陈立武曾担任EDS Nuclear和ECHO Energy的经理，并作为Walden USA投资基金合伙人。 他以亨利·戴维·梭罗的著作《瓦尔登湖》（Walden）命名该公司，因为他的目标是像梭罗一样，“逆势而行，而不是随波逐流”。Walden International专注于投资美国和亚洲的半导体、新能源及数字媒体领域的企业和初创公司，例如Ambarella Inc、创新科技、S3 Graphics和新浪，并自成立时的2000万美元增长到2001年的20亿美元。 由于他在亚洲科技初创企业的突破性投资，福布斯在2001年称陈立武为“亚洲风险投资的先锋”。
2004年2月10日，Cadence（楷登电子）董事会选举陈立武为董事会成员。 2008年10月，因时任CEO Michael Fister辞职，陈立武被任命为临时联合首席执行官，并于2009年1月8日正式成为Cadence的总裁兼首席执行官。 在他的领导下，Cadence的净资产在2012年增长至13亿美元，其中当年收益达4.4亿美元。 2012年，Cadence扩展了其上海办公室。 2013年，Cadence以3.8亿美元收购私有芯片设计公司Tensilica。 2017年11月16日，陈立武卸任总裁职务，但仍保留首席执行官一职。
2017年，数据分析公司Relationship Science评选陈立武为科技行业最具人脉的高管之一，并给予其满分“权力评分”100分。
2025年3月12日，陈立武被任命为英特尔首席执行官，该任命于3月18日起生效。